# 이동진의 빨간책방
《이동진의 빨간책방》은 출판사 위즈덤하우스에서 제작하는 대한민국의 팟캐스트 방송 프로그램이다.

## 진행자
- 이동진

## 고정 출연자
- 김중혁 (소설가)
- 이다혜 (씨네21 기자)

## 코너 개요
| 코너 이름          | 코너 내용                                                        | 비 고    |
| ------------------ | ---------------------------------------------------------------- | -------- |
| 책, 임자를 만나다  | 특정 책에 대한 심층적인 이야기                                   | 메인코너 |
| 에디터통신         | 위즈덤하우스의 편집자들이 자신이 편집한 책에 대하여 소개         |          |
| 소리나는 책        | 진행자가 특정 책의 일부분을 낭독                                 |          |
| 세리가 만난 사람   |                                                                  |          |
| 내가 산 책         | 진행자가 자신이 지난 한주동안 구입한 도서에 대하여 간단한 소개   |          |
| 닥터K의 심리상담소 |                                                                  |          |
| 김중혁의 숏컷      | 김중혁 단독 진행으로 게스트가 본인의 책을 낭독하고 간단한 인터뷰 |          |

## 참고
1. ↑  "얼마 전 100회를 넘긴 ‘이동진의 빨간책방’은 국내 문화 예술 분야 1위 팟캐스트입니다." PD저널. 2015년 1월 19일(월)
2. ↑  "'이동진의 빨간책방(빨책)' 녹음은 이런 오프닝으로 시작됐다. 위즈덤하우스가 만든 팟캐스트 빨책이 26일 100회를 돌파한다. 2012년 5월 1회를 업로드한 뒤 2년6개월 만이다. 매회 약 15만회 다운로드를 기록하며 출판 팟캐스트 분야 1위를 질주해온 이 '책 라디오'의 흥행 요인은 뭘까." 조선일보. 2014년 11월 26일(수)